# Fredriech Pretorius
Fredriech Pretorius (* 4. August 1995) ist ein südafrikanischer Leichtathlet, der sich auf den Zehnkampf spezialisiert hat und in dieser Disziplin 2016 Afrikameister wurde und 2024 bei den Afrikaspielen siegte.

## Sportliche Laufbahn
Erste internationale Erfahrungen sammelte Fredriech Pretorius im Jahr 2014, als er bei den Juniorenweltmeisterschaften in Eugene mit 7689 Punkten den siebten Platz im Zehnkampf belegte. Anschließend startete er bei den Commonwealth Games in Glasgow und gelangte dort mit 7639 Punkten ebenfalls auf Rang sieben. Im Jahr darauf erreichte er bei der Sommer-Universiade in Gwangju mit 7174 Punkten Platz elf und anschließend gewann er bei den Afrikaspielen in Brazzaville mit 7186 Punkten die Bronzemedaille hinter dem Mauritier Guillaume Thierry und Atsu Nyamadi aus Ghana. 2016 siegte er mit 7780 Punkten bei den Afrikameisterschaften im heimischen Durban und im Jahr darauf belegte er bei den Studentenweltspielen in Taipeh mit 7390 Punkten den sechsten Platz. 2018 gewann er bei den Afrikameisterschaften in Asaba mit 7733 Punkten die Silbermedaille hinter dem Algerier Larbi Bourrada und auch bei den Afrikameisterschaften 2022 in Port Louis musste er sich mit 7504 Punkten nur Bourrada geschlagen geben. 2024 siegte er mit 7550 Punkten bei den Afrikaspielen in Accra. Im Juni belegte er bei den Afrikameisterschaften in Douala mit 5733 Punkten den fünften Platz.
In den Jahren 2016, 2019 und 2023 wurde Pretorius südafrikanischer Meister im Zehnkampf.

## Persönliche Bestleistungen
- Zehnkampf: 8002 Punkte, 18. März 2017 in Pretoria